# Michael Hoffman
Michael Hoffman (Havaí, 30 de Novembro de 1956) é um cineasta dos Estados Unidos da América.

## Biografia
Nasceu no Havaí, mas cresceu em Payette, Idaho. Estudou na Boise State University, onde chegou a ser eleito presidente do corpo estudantil. Foi co-fundador do Idaho Shakespeare Festival (juntamente com Doug Copsey e Victoria Holloway) em 1977. Em 1979 ele foi para a Universidade de Oxford, na Inglaterra onde, três anos mais tarde, escreveu e dirigiu o filme Privileged, um longa-metragem estudantil sobre as infelicidades da juventude de classe alta, estrelado pelo colega estudante Hugh Grant.

## Filmografia como diretor
- 2009 - The Last Station
- 2005 - Game 6
- 2002 - MDs (TV)
- 2002 - The Emperor's Club
- 1999 - A Midsummer Night's Dream
- 1996 - One Fine Day
- 1995 - Restoration
- 1991 - Soapdish
- 1988 - Some Girls
- 1987 - Promised Land
- 1985 - Restless Natives
- 1982 - Privileged

## Premiações

### Festival de Berlim
Indicações
- Urso de Ouro
  - 1995 - Restoration

### Festival Sundance de Cinema
Indicações
- Prêmio Grand Jury
  - 1987 - Promised Land

- Filme mais popular
  - 1988 - Some Girls